# Date Masamune
Date Masamune (伊達 政宗 (Y Đạt Chính Tông)  5 tháng 9 năm 1567 – 27 tháng 6 năm 1636) (Hiragana: だて／いだて まさむね), là một daimyō thời Azuchi–Momoyama và đầu thời Edo trong lịch sử Nhật Bản.
Xuất thân là người thừa kế của gia tộc daimyō quyền lực nhiều đời tại vùng Tōhoku, ông tiếp tục kế thừa chức vị và xây dựng nên nền mống cho thành Sendai ngày hôm nay. Là một nhà chiến binh, nhà quân sự xuất sắc, ông còn trở nên ấn tượng hơn bởi con mắt phải bị mất do biến chứng của bệnh đậu mùa từ thuở bé nên còn thường được gọi với ngoại hiệu dokuganryū (独眼竜 / Độc nhãn long), hay Con rồng một mắt xứ Ōshū.
Với những thành tích nổi trội trong thời chiến, Masamune trở thành nhân vật trong rất nhiều bộ phim cổ trang của Nhật Bản.

## Tiểu sử

### Thuở thiếu thời
Date Masamune chào đời ngày 5 tháng 9 năm 1567 (tức 3 tháng 8 niên hiệu Vĩnh Lộc thứ 10). Nơi sinh của ông là Lâu đài Yonezawa (nay thuộc tỉnh Yamagata, hoặc cũng có thuyết nói là Lâu đài Tateyama.
Ông là trưởng nam của tộc trưởng đời thứ 16 của nhà Date, Date Terumune (伊達輝宗 / Y Đạt Huy Tông, 1544 - 1585), một daimyō hùng mạnh ở Mutsu (ở cực bắc nước Nhật khi đó). Tên khai sinh của ông là Bontenmaru (梵天丸 / Phạm Thiên Hoàn), sau lại đổi là Tojiro (藤次郎 / Đằng Thứ Lang). Mẫu thân của ông là Yoshihime (1548 - 1623), con gái của Mogami Yoshimori đến từ nhà Mogami, chính thất phu nhân của Terumune.
Năm 1577, ông được cha đổi tên thành Date Masamune. Cái tên Masamune là để vinh danh tộc trưởng đời thứ 9 của gia tộc (sống vào thời Muromachi) là Ōzen Daifu Masamune, người có công trung hưng gia tộc. Điều này cho thấy sự kì vọng rất cao của Terumune đối với người con này.
Mùa đông năm 1579, Masamune 13 tuổi, làm lễ thành hôn với Megohime - 11 tuổi, con gái của Tamura Kiyoaki, chủ nhân của lâu đài Miharu. Hai người về sau có với nhau 3 con trai và 1 con gái.
Năm 14 tuổi (1581), Masamune lãnh đạo chiến dịch đầu tiên trong sự nghiệp của mình, khi sát cánh cùng phụ thân trong trận chiến đấu với gia tộc kình địch Sōma. Cũng từ thời điểm này, ông được giao phụ trách công việc ngoại giao với gia tộc Tamura và gia tộc Ashina với tư cách là đại diện của Terumune, và trong khoảng thời gian này, ông thúc giục Ashina Moritaka đã gửi quân tiếp viện chống lại nhà Soma.

### Rồng một mắt xứ Ōshu
Ba năm sau, vào tháng 10 năm Thiên Chính thứ 12 (1584), Lãnh chúa Terumune từ nhiệm để sống ẩn cư, công tử Masamune lên nối ngôi thủ lãnh của gia tộc Date đời thứ 17. Ban đầu, Masamune từ chối với lý do hãy còn nhỏ tuổi, song cuối cùng đã lên nắm quyền do sự thuyết phục của các cận thần.
Quân phục dành cho quận đội của Masamune đặc trưng bởi áo giáp đen và mũ đội đầu bằng vàng.

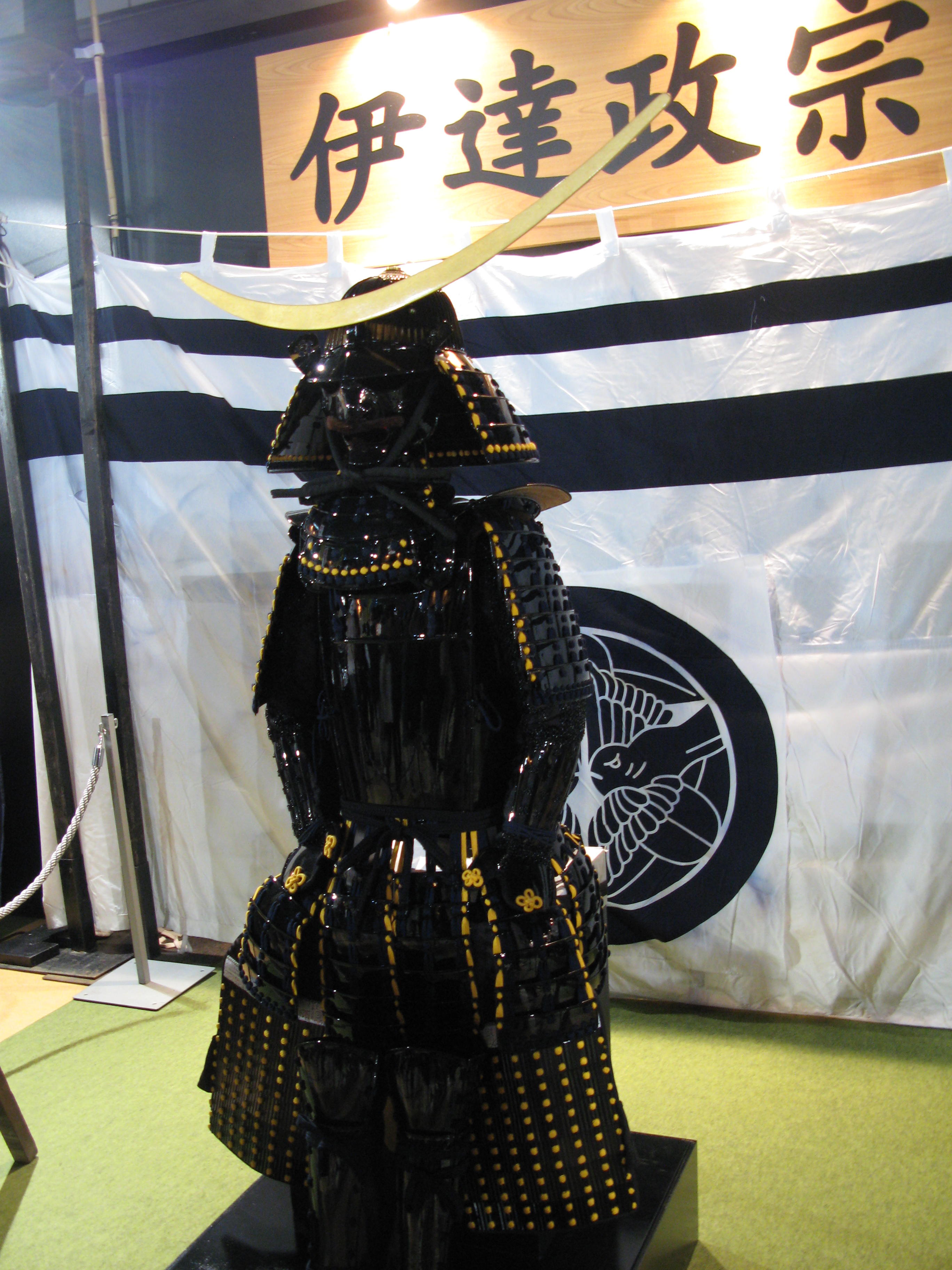
Giáp trụ của Date Masamune

Masamune có những đặc điểm giúp ông trở nên nổi bật hơn so với các daimyō khác cùng thời. Đặc biệt, quả giáp trụ (kabuto) mang hình ánh trăng lưỡi liềm nổi tiếng của ông khiến các đối thủ nghe danh đều cảm thấy khiếp sợ. Khi còn là một đứa trẻ, một cơn bệnh đậu mùa đã khiến ông mất đi thị lực ở con mắt bên phải, song không rõ tình hình cụ thể như thế nào.
Gia tộc Date đã xây dựng liên minh với các gia tộc lân cận thông qua các cuộc hôn nhân qua từ các thế hệ trước, nhưng các tranh chấp không vì thế mà dừng lại. Ngay sau khi Masamune tiếp quản đại quyền năm 1584, một lãnh chúa chư hầu của nhà Tamura (nhà vợ của Masamune) tên là Ōuchi Sadatsuna, người nắm giữ Lâu đài Obama đã đào tẩu sang lãnh địa của gia tộc Ashina của vùng Aizu nhằm li khai khỏi Tamura. Masamune tuyên chiến với Ōuchi và Ashina vì sự phản bội này, và bắt đầu một chiến dịch lùng băt Sadatsuna. Những minh ước trước đây đã bị gạt sang một bên khi ông bắt đầu tấn công và chinh phục đất đai của các gia tộc giúp đỡ cho Sadatsuna, ngay cả những người thân của ông ở vùng Mutsu và Dewa.
Mùa đông năm 1585, Nihonmatsu Yoshitsugu của nhà Nihonmatsu đề nghị giảng hòa với nhà Date qua sự góp lời của lão tướng Terumune. Masamune, khi đó là tộc trưởng, và là con rể của nhà Tamura, không mấy mặn mà với việc hòa giải này, từ đây chấm dứt luôn mối liên minh lâu đời giữa hai gia tộc Date và Ashina.
Tháng 8 năm 1585, Date Masamune tấn công Lâu đài Kotemori trong lãnh thổ nhà Ouchi, và vung đao đồ sát toàn thành như một lời đe dọa với các chư hầu xung quanh. Nihonmatsu Yoshitsugu khiếp sợ xin hàng, và Masamune đưa ra điều kiện vô cùng nặng nề là Nihonmatsu phải từ bỏ hầu hết lãnh thổ của mình. Hatakeyama Yoshitsugu đành phải liên lạc với Date Terumune, mời đến ăn tiệc bàn việc giảng hòa ở lâu đài Miyamori. Lợi dụng lúc Masamune đưa khách đi săn, không có ai hộ vệ cho lão tướng Terumune, bọn người Yoshitsugu đã bắt cóc ông ta. Date Masamune liền tấn công nhà Hatakeyama và 2 bên gặp nhau trên bờ sông Abukuma. Terumune bảo con trai mình cứ tấn công bất kể an nguy của mình nhưng Masumune chần chừ không quyết. Đến khi Masamune tiến binh thì Hatakeyama Yoshitsugu liền chém chết Terumune. Masamune nổi giận, bắt được rồi chém cả Yoshitsugu cùng tùy tùng.
Date Masamune quyết tâm báo thù cho người cha xấu số bằng cách phát động một cuộc tấn công chống lại Nihonmatsu trong trận Hitotoribashi ngày 6 tháng 1 năm 1586. Nhà Hatakeyama đã đi quá xa trong cuộc xung đột này nên kêu gọi các gia tộc khác của tỉnh Mutsu, liên kết tấn công tiêu diệt nhà Date. Liên quân 30000 người này nhanh chóng đánh hạ 3 thành ngoại quận Motomiya. Date Masamune chỉ có 7000 samurai, quá chênh lệch so với liên quân. Mặc dù Masamune đã cố gắng đẩy lùi cánh quân Satake khỏi sông Seto, song ông đã thất bại. Ông quyết định đào tẩu về thành Motomiya, để lại hai cánh quân chặn hậu dưới quyền chỉ huy của các thuộc hạ Oniniwa Yoshinao và người em họ Date Shigezane; với nhiệm vụ cản bước quân Satake đủ lâu để Masamune trốn thoát đến Motomiya. Shigezane sống sót, nhưng Yoshinao đã thiệt mạng trong trận chiến này.
Liên quân vây thành chỉ được vài ngày thì may mắn cho Masamune, nhà Satake, chủ lực của liên quân phải lui về bảo vệ lãnh thổ, điều này làm liên quân bị thiếu hụt lực lượng và phải lui về. Từ đây, "Độc Nhãn Long" Date Masamune, biệt danh do con mắt bị hỏng hồi trẻ do bệnh đậu mùa và chính tay Masamune đã móc ra, sẽ bắt đầu làm chủ phía cực Bắc Nhật Bản.
Tháng 4 năm 1586, Masamune đích thân thúc quân vây hãm lâu đài Nihonmatsu. Cậu bé Kokumaru mới 11 tuổi, con trai của Nihonmatsu Yoshitsugu vừa bị giết được lập lên ngôi chúa một cách vội vã và chống cự một cách tuyệt vọng trước lực lượng nhà Date. Đến tháng 7, một thỏa thuận hòa bình đã được ký kết giữa gia tộc Date và gia tộc Ashina thông qua sự trung gian của Soma Yoshito, và Kokumaru rời khỏi lâu đài Nihonmatsu và đi sống lưu vong ở lãnh địa của nhà Ashina ở Aizu. Như vậy Masamune đã tiêu diệt xong thế lực của nhà Hatakeyama. Sau đó, ông tiến hành hòa ước với gia tộc Satake và các lãnh chúa khác của Minamioshu, và hòa bình được khôi phục trong một thời gian.
Tuy nhiên đó chỉ là nhất thời. Không bao lâu sau, Ashina Kameomaru - lãnh chúa Ashina, đột ngột qua đời khi chỉ mới 3 tuổi, và Satake Yoshishige đã đưa con trai mình là Yoshihiro, lên làm người đứng đầu gia tộc Ashina. Tuy nhiên, trong khi Yoshishige nhận được sự đồng ý của gia tộc Shirakawa Yuki và Iwaki trước về việc bổ nhiệm Yoshihiro, ông đã không đưa ra bất kỳ thông báo nào cho Masamune. Masamune coi đó là một lời tuyên chiến, và quyết định tấn công toàn diện nhà Satake, bất chấp lệnh yêu cầu dừng chiến tranh giữa các lãnh chúa của Toyotomi Hideyoshi vừa ban ra.
Ngày 26 tháng 2 năm 1589, Date Masamune bị ngã ngựa và bị thương trong một thời gian sau đó. Đến tháng 4, Iwaki Tsunetaka phát động một cuộc xâm lược lãnh địa của Tamura, và Masamune sau khi hồi phục, đã tiến quân phản công vào tháng 5.
Năm 1589, Date Masamune tiêu diệt nhà Soma, rồi mua chuộc 1 đại tướng nhà Ashina, tiến quân tấn công nhà Ashina ở bản doanh Kurokawa. Ngày 17 tháng 7 năm 1589, quân 2 bên gặp nhau ở Suriagehara. Masamune đích thân dẫn quân xông vào xé nát đội hình của quân Ashina. Quân Ashina phải nhảy xuống sông bỏ trốn, vì chiếc cầu duy nhất đã bị quân Date phá hủy và những ai không chết đuối đều bị xử tử khi đặt được chân lên bờ. Hơn 2300 quân Ashina bị giết, nhà Ashina bị tiêu diệt. Đây là một trong những trận chiến đẫm máu của thời Chiến Quốc và là lần mở rộng cuối cùng của nhà Date. Sau khi đánh bại gia tộc Ashina, Masamune đã biến lâu đài Kurokawa ở phiên Aizu thành căn cứ hoạt động của mình.
Vào thời điểm này, những người đã miễn cưỡng tham chiến là Yuki Yoshichika, Ishikawa Akimitsu, Iwaki Tsunetaka và những người khác lần lượt quy phục Masamune, và gia tộc Nikaidō, người vẫn đang kháng cự, đã bị Masamune tiêu diệt.

Biểu tượng (mon) của gia tộc Date
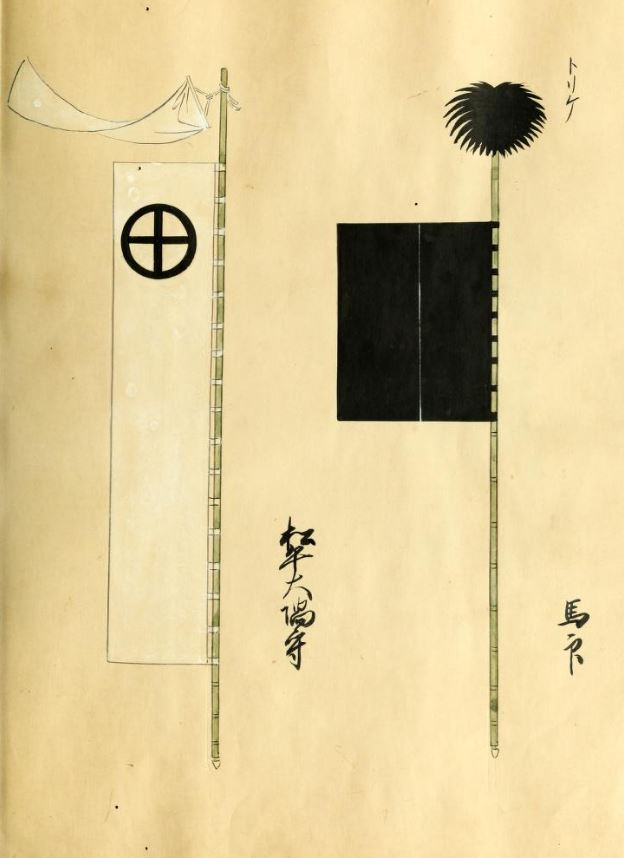
Mã ấn (uma-jirushi) của Date Masamune (bên phải)
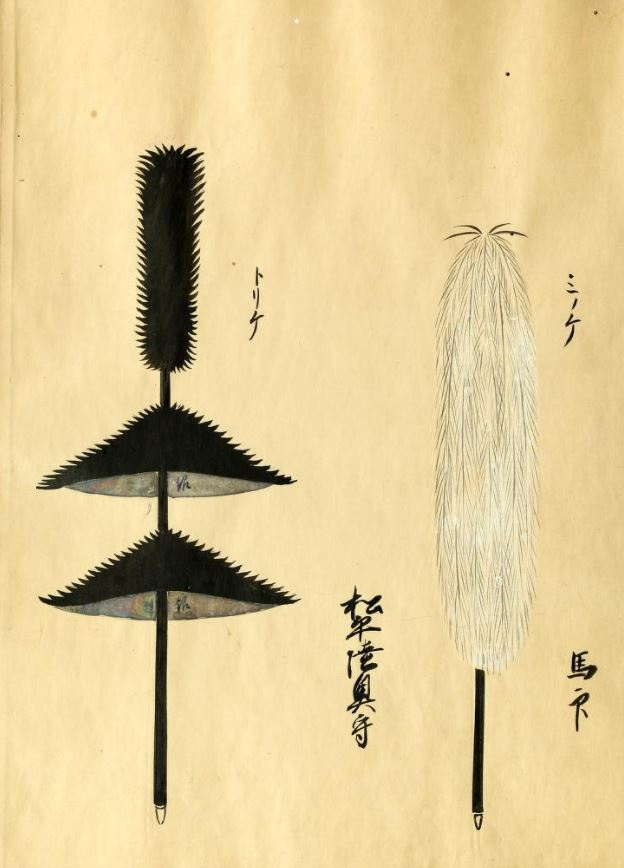
Mã ấn (uma-jirushi) của Date Masamune (bên trái)

### Quy phục Hideyoshi
Tuy nhiên lúc này Toyotomi Hideyoshi đã gần như hoàn thành công cuộc thống nhất Nhật Bản. Năm 1590, Toyotomi Hideyoshi tấn công lâu đài Odawara của nhà Hojo và buộc các daimyō vùng Tōhoku tham gia vào chiến dịch. Mặc dù ban đầu Masamune từ chối yêu cầu của Hideyoshi bởi nhà Hojo là đồng minh với nhà Date từ ngay thời thân phụ Terumune, ông không có lựa chọn thực sự nào khác trong vấn đề này vì Hideyoshi là người cai trị thực sự của Nhật Bản, thực lực mạnh hơn ông rất nhiều. Masamune cố tình vẫn trì hoãn ra quân với ý đồ gió chiều nào theo chiều nấy. Điều này đã làm Hideyoshi tức giận. Mong đợi bị xử tử, Masamune, mặc bộ quần áo đẹp nhất và không tỏ ra sợ hãi, đối mặt với sự giận dữ của Hideyoshi. Hideyoshi tha mạng cho ông nhưng tịch thu các vùng đất mới chiếm được của Masamune, điều này có lẽ làm cho Masamune không được vui. Vì vậy không có gì lạ khi Date Masamune quyết định nghiêng về Tokugawa Ieyasu, láng giềng của mình trên Kanto, trong chiến dịch Sekigahara năm 1600.
Với tư cách là daimyō hùng mạnh nhất ở ở miền bắc Nhật Bản, không có gì khó hiểu khi Masamune luôn bị khi ngờ bởi Hideyoshi và cả Tokugawa Ieyasu sau này. Năm 1591, Masamune lại buộc phải từ bỏ vùng đất tổ của gia tộc Date (nay thuộc Thành phố Date, Kawamata, Koori, và Kunimi) giao cho Hideyoshi, gây ra bạo loạn lan rộng. Từ đó về sau ông không bao giờ có thể thu hồi lãnh địa này được nữa.
Sau đó ông tham gia đàn áp Cuộc nổi dậy Kunohe, và được thưởng công bằng các vùng đất Iwatesawa và một số địa bàn xung quanh. Masamune dời quân sang đó, xây dựng lại Lâu đài Iwadeyama và khuyến khích sự phát triển của một thị trấn tại căn cứ của nó. Masamune ở lại Iwadeyama trong 13 tiếp theo và biến khu vực này thành một trung tâm chính trị và kinh tế lớn.
Masamune và các tướng dưới quyền cũng tham gia tích cực vào chiến dịch xâm lược Triều Tiên trong giai đoạn 1592 - 1598.
Vào năm 1595, tranh chấp nội bộ diễn ra trong nhà Toyotomi, khi Hideyoshi sát hại người cháu của mình là Toyotomi Hidetsugu. Masamune có mối quan hệ thân thiết với Hidetsugu, vì thế tình trạng của ông trở nên rất nguy hiểm. Cũng tại thời điểm này, Komahime, con gái của Mogami Yoshimitsu, em họ ngoại của ông, vừa được gả làm trắc thất của Hidetsugu, và cũng bị xử tử cùng với vợ con của Hidetsugu. Masamune cũng bị Hideyoshi nghi ngờ có liên quan đến cuộc nổi loạn và bị triệu hồi về Iyo tống giam, nhưng cuối cùng ông đã được ân xá do lời bảo hộ của Yume Kageyasu và Nakajima Munetsugu.

### Với thân mẫu Yoshihime
Mẹ ruột của Masamune là Yoshihime, xuất thân từ gia tộc Mogami, thường được biết đến với cái tên Okuhane no Onihime (奥羽の鬼姫 / Áo Vũ Ma Cơ) do tính cách hung dữ cũng như những thủ đoạn của bà nhằm chiếm lấy quyền lực của gia tộc Date. Yoshihime cũng không ưa gì Masamune vì con mắt tật nguyền của ông, và ủng hộ người con thứ là Kojirou lên kế vị lãnh đạo gia tộc. Mối mâu thuẫn này càng lớn hơn khi Yoshihime thường xuyên ủng hộ cho anh trai mình là Mogami Yoshiaki - tộc trưởng nhà Mogami, ngay cả khi ông này chiến đấu chống lại Gia tộc Date. Năm 1585, khi Date Terumune bị giết bởi Nihonmatsu Yoshitsugu, Yoshihime nghi ngờ Masamune là người thao túng để giết cha đoạt quyền, vì vậy bà quyết định giết Masamune để cho phép Kojirou trở thành thủ lĩnh của gia tộc Date. Những năm sau khi, khi Masamune gây chiến với gia tộc Shiomatsu, và gia tộc Ozaki, các đồng minh của nhà Mogami, khiến Yoshihime càng bất bình. Bà ta đã tập hợp một số gia tộc đến từ tỉnh Mutsu, lập thành liên minh để đánh bại Masamune, trong đó có gia tộc Nikaido, nơi Onamihime (em gái của Date Terumune và là cô của Masamune) là người lãnh đạo.
Năm 1590 xảy ra sự kiện Odawara, khi Masamune chuẩn bị tham chiến cùng với Toytomi Hideyoshi trong cuộc vây hãm Odawara. Một số nguồn tin cho rằng khi đó  một sự cố đã xảy ra trong gia tộc Date khi chính Yoshihime đã mang đến cho Masamune một mâm thức ăn có tẩm độc. Masamune trúng độc nhưng được cứu chữa kịp thời nên không chết. Vụ việc này đã khiến quan hệ mẹ con trở nên cực kỳ tồi tệ, và sau có Masamune đã hạ lệnh hành quyết em trai Kojiro. Tuy nhiên, đây chỉ là một nghi vấn lịch sử, vì các sử liệu chính thống không ghi chép về sự kiện này, câu chuyện chỉ được ghi lại trong quyển "Trị gia kí lục" được viết vào thời kỳ Edo.
Năm 1600, Trận chiến Sekigahara bắt đầu. Vào lúc này, Masamune nhận được quân tiếp viện từ Mogami Yoshiaki theo yêu cầu của Yoshihime. Katakura Kagetsuna khuyên Masamune chờ quân địch kiệt sức. Trong khi đó, gia tộc Uesugi đã tấn công thành Kaminoyama được bảo vệ bởi gia tộc Mogami, Naoe Kanetsugu thống lĩnh đội quân chiếm lấy thành và quân đội của gia tộc Mogami chạy trốn. Masamune gửi quân tiếp viện đến bảo vệ Yoshihime, khi đó bà đang ở giữa trận chiến. Trong Cuộc vây hãm Hasedō, Yoshiaki chiến đấu cùng với gia tộc Date để trục xuất gia tộc Uesugi khỏi Yamagata. Tokugawa Ieyasu chiến thắng trong Trận Sekigahara, gia tộc Uesugi xin hàng và rút lui. Sau trận chiến, Yoshihime đã gửi thư cảm ơn tới Masamune.
Trước khi mất vào năm 1623, Yoshihime đã gửi một món quà từ gia tộc Mogami đến Megohime - phu nhân của Masamune và quyết định làm hòa với Masamume. Khi Yoshihime sắp qua đời, Masamune mới biết đến trí thông minh của bà qua những lá thư và bài thơ mà bà đã gửi cho ông. Sau khi bà qua đời, mọi người đã tổ chức tang lễ cho bà, trong sự vắng mặt của Masamune.

### Phục vụ Tokugawa
Năm 1598, Hideyoshi qua đời, để lại cơ nghiệp cho con trai Toyotomi Hideyori vừa mới lên 5. Một số lãnh chúa bắt đầu rời bỏ nhà Toyotomi để ủng hộ Tokugawa Ieyasu, lãnh chúa hùng mạnh nhất của Nhật khi đó. Masamune cũng quyết định làm như vậy theo lời khuyên của cận thần Katakura Kojūrō. Đấp lại, Tokugawa Ieyasu hứa sẽ trao thêm đất đai cho nhà Date, nhưng liên tục nghi ngờ Masamune và các chính sách của ông. Mặc dù Tokugawa Ieyasu và các đồng minh khác của nhà Date luôn nghi ngờ ông, Date Masamune vẫn trung thành với nhà Tokugawa. Để thắt chặt mối liên minh, hai nhà gả con cho nhau, theo đó con gái cả của Masamune, Irohahime được hứa gả cho Matsudaira Tadateru, con trai thứ 6 của Ieyasu. Tiếp đó năm 1607, Thế tử Tadamune lại được hứa hôn với Ichi-hime, con gái thứ 5 của Ieyasu.
Năm 1600, cuộc chiến giữa miền đông của Ieyasu và phe miền tây ủng hộ nhà Toyotomi diễn ra. Khi chiến dịch bắt đầu, Date Masamune cùng đồng minh là nhà Mogami tỉnh Dewa tấn công Uesugi Kagekatsu, cầm chân nhà Uesugi lại phía bắc. Điều đó khiến Tokugawa Ieyasu rảnh tay tiến quân về phía tây chạm trán Ishida Mitsunari và giành chiến thắng trong trận Sekigahara. Như một phần thưởng cho công lao ấy, Date Masamune được trao quyền ở phiên Sendai, mở rộng lãnh thổ gấp 3 lần từ phần đất của nhà Uesugi, thu nhập đến 640.000 koku/năm (dù rằng không được như lời hứa trước kia của Ieyasu là 1.000.000 koku).
Năm 1604, Masamune dẫn theo 52.000 binh tướng và gia đình của họ, chuyển đến nơi sau đó là làng chài nhỏ Sendai. Ông để lại con trai thứ tư của mình, Date Muneyasu, cai trị Iwadeyama. Masamune sẽ biến Sendai thành một thành phố lớn và thịnh vượng.
Nhưng Masamune thể hiện tính tình quái dị của mình vào năm 1613, khi che chở cho Cha xứ Soteho, vốn bị kết tội tử do chống lệnh "Trục Xuất Thiên Chúa Giáo" của shogun Tokugawa, đã vậy lại còn gửi một đại tướng ra nước ngoài, với sự bảo lãnh của Cha Soteho. Tokugawa Ieyasu không tỏ vẻ vui lòng với các hành động đó của chư hầu mạnh nhất dưới trướng mình dù chuyến du hành đó không đem lại kết quả gì cho Masamune.
Trong chiến dịch Osaka năm 1614, Date Masamune dù tham chiến cùng với nhà Tokugawa, song từng hạ lệnh cho quân mình nổ súng vào đồng minh Jinbo vì thái độ rề rà không chịu xung trận của họ. Sau đó vào năm 1616, khi Tokugawa Ieyasu nằm hấp hối trên giường bệnh, Masamune đã đến thăm ông ta và đọc cho ông nghe một đoạn thơ Thiền. Masamune rất được kính trọng về đạo đức của mình; một phát ngôn nổi tiếng của ông được trích dẫn là, "Chính trực quá mức lại thành cứng nhắc; Lòng nhân từ vượt quá giới hạn sẽ trở thành yếu đuối."
Masamune rất coi trọng việc dưỡng sinh nhằm kéo dài tuổi thọ, nhưng từ khoảng năm 1634, ông bắt đầu phàn nàn về tình trạng thể chất ngày càng sút kém, hay chán ăn và khó tiêu. Tháng 4 năm 1636, sau khi đến thăm ngôi chùa Bodhi Hoshun-in, nơi mẹ ông tu hành những năm cuối đời, ông đã đi thăm những ngọn núi xung quanh lâu đài, bao gồm Kitayama, Kyogamine và núi Mogasaki, từ đầu giờ chiều. Tại Kyogamine, ông đứng một lúc, và bảo với Okuyama Tsuneyoshi, người đang đứng bên cạnh ông, rằng ông muốn được chôn cất trong khu vực này sau khi chết. Hai ngày sau, tình trạng của Masamune đột nhiên trở nên tồi tệ hơn, ông khó ở, nôn mửa và không thể ăn bất cứ thứ gì. Đến khi bước chân vào thành Edo, ông đã nhịn ăn và bị sưng bụng. Tướng quân Tokugawa Iemitsu (cháu nội của Ieyasu) đến thăm Masamune, và trong buổi tiếp kiến, ông phải dựa vào cây gậy của mình và nghỉ ngơi nhiều lần.
Ngày 27 tháng 6 năm 1636 (tức 24 tháng 5 năm Khoan Vĩnh thứ 13), vào khoảng 6 giờ sáng Date Masamune qua đời trong chuyến triều kiến Tướng quân Iemitsu, với nguyên nhân được cho là do căn bệnh ung thư thực quản và viêm phúc mạc, hưởng thọ 68 tuổi. Ông được đưa trở lại Sendai trong một đám rước daimyō như khi ông còn sống. Mạc phủ đã chấp thuận cho công tử thứ 2 của ông (nhưng do Chính thất phu nhân sinh ra), là Date Tadamune, thừa kế lãnh thổ của gia tộc Date. Tướng quân Iemitsu được ghi nhận là đã đau lòng và than khóc với cái chết của Masamune còn hơn với phụ thân của chính mình, Tokugawa Hidetada, và đã hạ lệnh cấm sát sinh 7 ngày ở Edo và 3 ngày ở Kyoto.

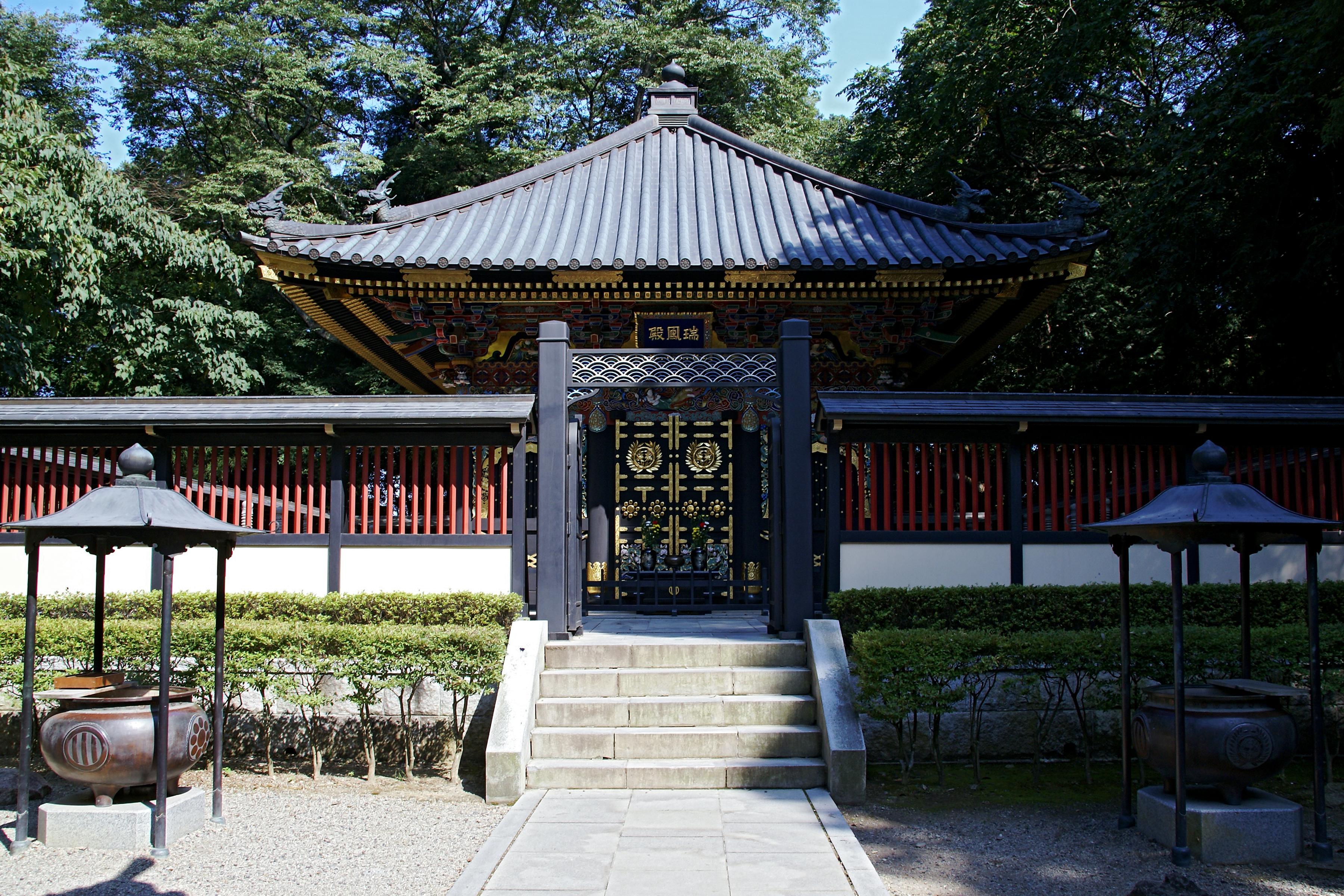
Mộ của Masamune tại đền Zuihōden.

## Đánh giá
Date Masamune là một đại tướng của thời Sengoku. Ông là người có thực lực để đứng đầu Nhật Bản, nhưng vì vấn đề địa lý, cũng như sinh sau đẻ muộn hơn các lãnh chúa thời Chiến quốc khác mà không thể vươn tới đỉnh cao nhưng cũng đã chứng tỏ tài năng của mình trong lĩnh vực quân sự qua các trận chiến thắng trong binh nghiệp, xây dựng một cơ nghiệp đồ sộ cho nhà Date. Nhưng Masamune cũng là một người nóng tính và thất thường còn hơn cả Takeda Shingen và Tokugawa Ieyasu với những hành động không thể hiểu nổi. Nên tuy là đồng minh trung thành và mạnh mẽ nhất của Mạc phủ Tokugawa, Date Masamune vẫn không được Ieyasu hoàn toàn tin tưởng. Dù vậy, "Độc Nhãn Long xứ Sendai" là daimyo hùng mạnh nhất xuất hiện bên giường lúc Ieyasu đang hấp hối, tặng cho vị Shogun đầu tiên của Mạc phủ 1 bài thơ Zen.
Date Masamune cũng mất vì bệnh. Vào ngày cuối cùng, ông dành phần lớn thời gian để ngủ trong phòng.
Vị Samurai có một Chánh thất (vợ cả) và hết mực yêu thương cô, thế nhưng lại kiên quyết không cho vợ vào phòng bệnh trong giờ phút lâm chung. Nếu cứ như vậy, Date Masamune sẽ chết mà không thể nhìn mặt vợ lần cuối.
Date Masamune đã nhờ người truyền lời lại cho vợ mình như sau:
"Trong ký ức của cô ấy, ta muốn bóng hình ta vẫn luôn hiện diện là một con người đầy hào hiệp, nghĩa khí".
Date Masamune sợ để vợ thấy bản thân yếu đuối, tàn tạ vì bệnh tật, sợ những hình ảnh ấy sẽ khắc sâu trong ký ức vợ. Ông muốn vợ nhớ đến mình vào thời oanh liệt nhất.

## Người bảo trợ đạo Thiên Chúa

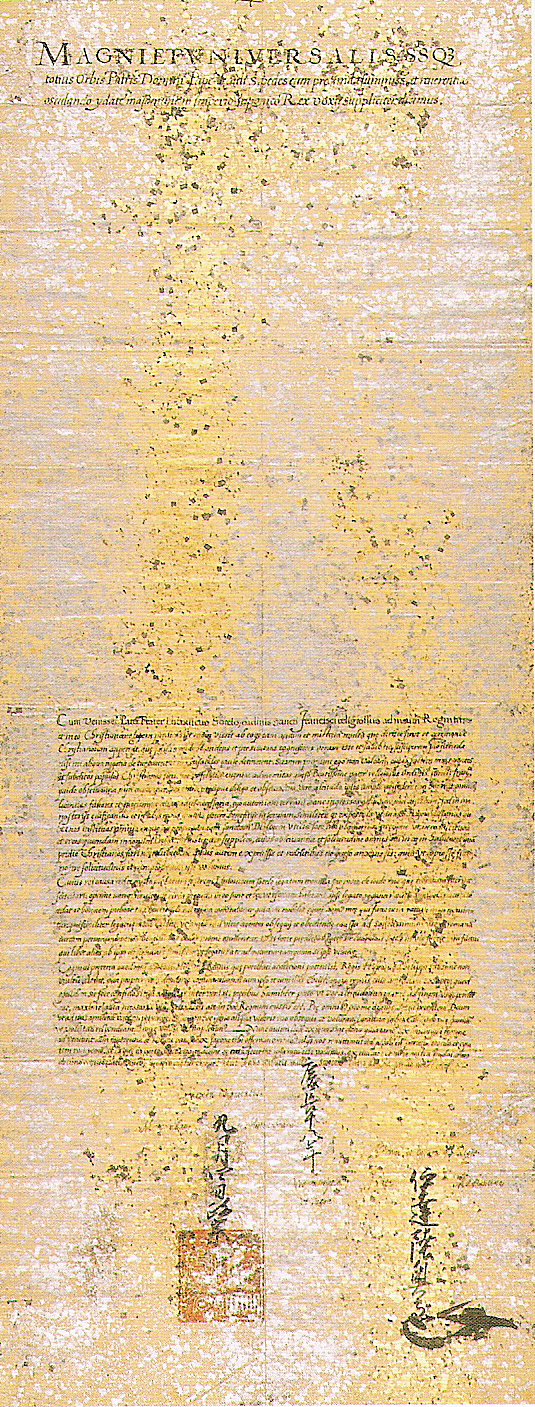
Một bức thư Masamune gửi cho Giáo hoàng Paul V

Masamune mở rộng thương mại ở vùng đông bắc Tōhoku. Mặc dù ban đầu phải đối mặt với các cuộc tấn công của các gia tộc thù địch, ông đã vượt qua chúng sau một vài thất bại và cuối cùng cai trị một trong những thái ấp lớn nhất dưới thời Mạc phủ Tokugawa sau này. Ông cũng đã cho xây dựng nhiều đền đài và tiến hành nhiều dự án để làm làm đẹp cho lãnh đia. Ông cũng được biết đến với việc khuyến khích người nước ngoài đến lãnh địa của mình. Mặc dù ông đã cử một phái viên để thiết lập quan hệ với Giáo hoàng ở Rome, cũng có thể ông quan tâm đến việc học hỏi và áp dụng các kĩ thuật quân sự từ nước ngoài, tương tự như của các lãnh chúa khác, chẳng hạn như Oda Nobunaga. Khi Tokugawa Ieyasu ra lệnh cấm truyền đạo Thiên chúa, Masamune không thể giữ được lập trường của mình và đành miễn cưỡng để Ieyasu đàn áp đạo Thiên Chúa trong lãnh địa của mình. Trong 270 năm Mạc phủ Tokugawa, Tōhoku vẫn là một nơi phát triển du lịch, thương mại và thịnh vượng. Ví dụ như Matsushima, một quần đảo nhỏ, được ca ngợi về vẻ đẹp và sự thanh bình của nó trong một bài thơ haiku của Matsuo Bashō.
Ông bày tỏ sự dễ dãi với các nhà truyền giáo và thương nhân Kitô giáo ở Nhật Bản. Ngoài việc cho phép họ đến và rao giảng trong lãnh đạo của mình (một cách bí mật), ông cũng thả tù nhân và nhà truyền giáo Padre Sotelo khỏi tay Tokugawa Ieyasu. Date Masamune cho phép Sotelo cũng như các nhà truyền giáo khác thực hành tôn giáo của họ và thu hút những người cải đạo ở Tōhoku. Một số nguồn tin cho rằng con gái lớn của Masamune, Irohahime, đã làm lễ rửa tội và theo đạo.

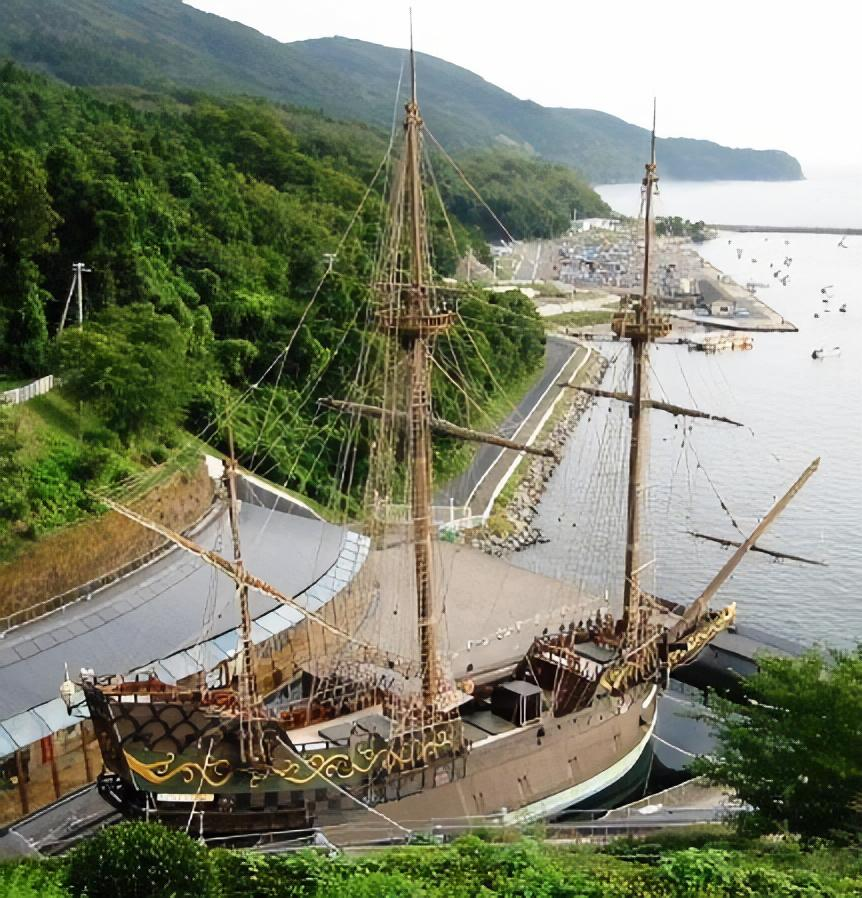
Bản sao của tàu Date Maru, hay San Juan Bautista, ở Ishinomaki, Nhật Bản.

Masamune cũng quan tâm và tài trợ cho một trong số ít các hành trình ngoại giao và thám hiểm những vùng đất xa xôi của người Nhật Bản trong giai đoạn này. Ông hạ lệnh đóng chiếc tàu thám hiểm San Juan Bautista, với công nghệ đóng tàu của châu Âu. Ông gửi thuộc hạ là Hasekura Tsunenaga, Sotelo, dẫn theo đoàn tùy tùng 180 người đến để thiết lập quan hệ với Giáo hoàng ở Rome. Đoàn thám hiểm này đã đến thăm những nơi như Philippines, Mexico, Tây Ban Nha và Rome. Trước đây, các lãnh chúa Nhật Bản chưa bao giờ tài trợ cho loại hình mạo hiểm này, vì vậy đây có lẽ là chuyến đi thành công đầu tiên. Ít nhất năm thành viên trong đoàn thám hiểm đã ở lại Coria (Seville) của Tây Ban Nha để tránh cuộc đàn áp đạo Thiên Chúa ở Nhật Bản. 600 hậu duệ của họ, với họ Japón, hiện đang sống ở Tây Ban Nha.

## Gia quyến
- Cha: Date Terumune (1544 - 1585)

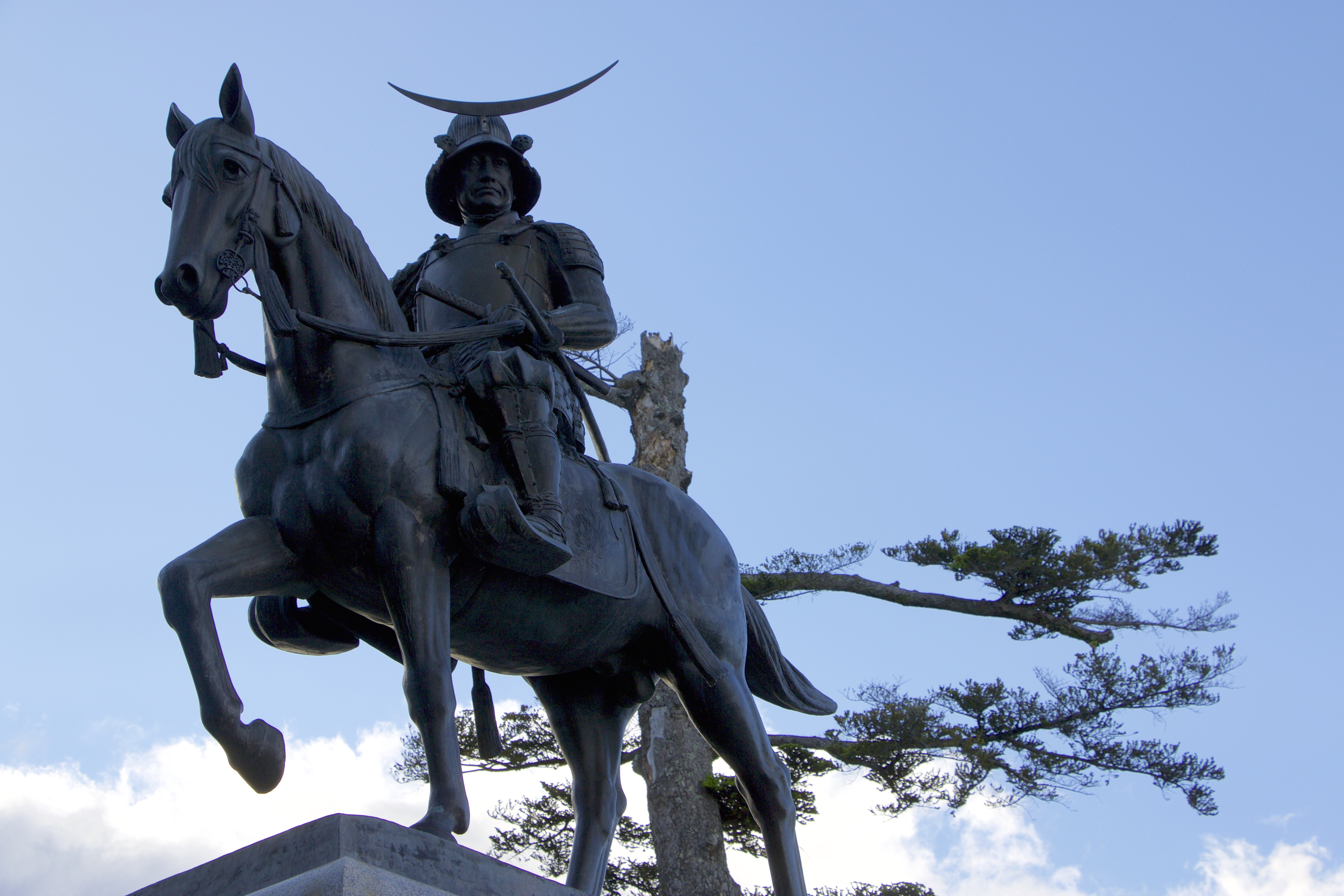
Tượng của Date Masamune ở Công viên Aobayama, Sendai

- Mẹ: Yoshihime (1548–1623), con gái của Mogami Yoshimori, daimyō xứ Dewa[34]
- Chính thất: Megohime (1568 - 1653[35]), con gái của Tamura Kiyoaki chủ của Miharu Castle thuộc đất Miharu, tỉnh Mutsu[36][37]. Sau được gọi là Yōtokuin (陽徳院 / Dương Đức viện)
- Vợ lẽ:
  - Īsaka no Tsubone (1569–1634)
  - Shōkoin (1583–1656)
  - Oyama no Kata (1587–1668)
  - Shōgo'in (? - 1644)
  - Okachi no Kata (? - 1669)
  - Hosshōin (? - 1664)
  - Shinzo no Kata (? - 1612)
- Tình nhân: Kōnomae (1577–1641), con gái của Takada Jirōemon. Ban đầu là tình nhân của Toyotomi Hideyoshi, sau được "tặng" cho Masamune và sinh 2 người con. Năm 1603, bà lại bị đem gả cho Moniwa Tsunamoto, thuộc tướng dưới quyền Masamune, và 2 con của bà cũng bị nhận là con của Tsunamoto[38].
- Con trai:

1. Công tử trưởng: Date Hidemune (伊達秀宗 / Y Đạt Tú Tông, 1591 - 1658), mẹ là Shinzo no Kata
2. Công tử thứ 2: Date Tadamune (伊達忠宗 / Y Đạt Trung Tông, 1599 - 1658), mẹ là Megohime
3. Công tử thứ 3: Date Munekiyo (伊達宗清 / Y Đạt Tông Thanh, 1600–1634) mẹ là Shinzo no Kata
4. Công tử thứ 4: Date Muneyasu (伊達宗泰 / Y Đạt Tông Thái, 1601–1638) mẹ là Shoukoin
5. Công tử thứ 5: Date Munetsuna (伊達宗綱 / Y Đạt Tông Cương, 1603–1618), mẹ là  Megohime
6. Công tử thứ 6: Date Munenobu (伊達宗信 / Y Đạt Tông Tín, 1603–1627) mẹ là Oyama no Kata
7. Công tử thứ 7: Date Munetaka (伊達宗高 / Y Đạt Tông Cao, 1607–1626) mẹ là Oyama no Kata
8. Công tử thứ 8: Takematsumaru (竹松丸 / Trúc Tùng Hoàn, 1609 - 1615), mẹ là Megohime
9. Công tử thứ 9: Date Munezane (伊達宗實 / Y Đạt Tông Thực, 1613–1665) mẹ là Shōgo'in
10. Công tử thứ 10: Date Munekatsu (伊達宗勝 / Y Đạt Tông Thắng, 1621–1679) mẹ là Okachi no kata
11. Ngoài giá thú: Watari Munemoto (1600 – 1669) mẹ là Konomae

- Con gái

1. Trưởng nữ: Irohahime (五郎八姬 / Ngũ Lang Bát Cơ, 1591 - 1664), lấy Matsudaira Tadateru. Mẹ là Megohime
2. Công nữ thứ 2: Mūhime (牟宇姬 / Mưu Vũ Cơ, 1608 - 1683). Mẹ là Oyama no Kata
3. Công nữ thứ 3: Minehime (岑姬 / Sầm Cơ, 1616–1632), lấy Date Munesane. Mẹ là Okachi no kata
4. Công nữ thứ 4: Sengikuhime (千菊姬 / Thiên Cúc Cơ, 1626–1655) lấy Kyogoku Takakuni. Mẹ là Hossoin
5. Ngoài giá thú: Tsuta lấy Harada Munesuke. Mẹ là Konomae